# کشتی توپدار یوگسلاوی بلی اورائو

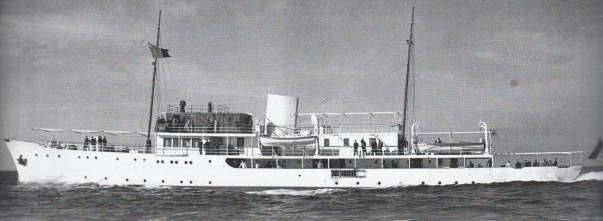
کشتی توپدار یوگسلاوی بلی اورائو

او در این نقش در خارج از مستعمره سلطنتی بریتانیا در مالت، و در دریای تیرنین در سواحل غربی ایتالیا، و بعداً در دریای آدریاتیک در نزدیکی سواحل یوگسلاوی فعالیت کرد. او پس از جنگ در دست یوگسلاوی تحت نام Biokovo سپس ها Jadranka باقی مانده‌است، خدمت به عنوان یک قایق بادبانی دریایی و به عنوان یک قایق بادبانی ریاست جمهوری برای رئیس‌جمهور یوگسلاوی یوسیپ بروز تیتو، و همچنین به عنوان یک قایق اعزام. در سال ۱۹۷۸ او هنوز به عنوان یک قایق تفریحی در خدمت بود، اما به زودی از بین رفت.بلی اورائو (به صربی کرواتی به معنای عقاب سفید) یک قایق تفریحی و سلطنتی بود که در سال‌های ۱۹۳۸–۱۹۳۹ برای نیروی دریایی سلطنتی یوگسلاوی ساخته شد، که در نظر داشت در زمان جنگ به عنوان قایق گشتی، اسکورت یا کشتی نگهبان خدمت کند. بعد از تکمیل، به عنوان قایق بادبانی به خدمت گرفته شد و توسط دریاسالاران ارشد برای حمل و نقل و بررسی تمرینات ناوگان استفاده می‌شد.
او در آوریل ۱۹۴۱ توسط ایتالیایی‌ها در طول جنگ جهانی اسیر شد. رجیا مارینا (عضو نیروی دریایی سلطنتی ایتالیا) اسلحه‌های او را جایگزین کرد و از آن به عنوان یک قایق توپدار برای حفاظت از بندر و وظایف اسکورت ساحلی استفاده کرد، به‌طور خلاصه آلبا و سپس زاگابریا. سپس از او برای آموزش متخصصان جنگ ضد زیردریایی از پایگاه دریایی در لا اسپزیا استفاده شد.
پس از آتش‌بس ایتالیا با متفقین در سپتامبر ۱۹۴۳، زاگابریا از تصرف آلمان‌ها فرار کرد و در دسامبر همان سال به نیروی دریایی سلطنتی یوگسلاوی تحویل داده شد. او با نصب مجدد، و با نام اصلی خود Beli Orao، برنده مناقصه یک ناوگان قایق‌های توپدار موتوری شد که توسط نیروی دریایی سلطنتی بریتانیا به نیروی دریایی سلطنتی یوگسلاوی در تبعید قرض داده شده بود.

## پیشینه، شرح و ساخت
Beli Orao در سال ۱۹۳۸ از Cantieri Riuniti dell'Adriatico (CRDA) در تریست ایتالیا سفارش داده شد، که در اصل به عنوان یک کشتی نگهبانی برای گارد مالی یوگسلاوی طراحی شده بود. در طول ساخت و ساز خود، طرح چندین بار توسط متفاوت بود دولت یوگسلاوی،  به طوری که او به عنوان یک به پایان رسید قایق بادبانی سلطنتی برای استفاده توسط نایب السلطنه شاهزاده پل در زمان صلح.  در زمان جنگ، او قرار بود به عنوان یک قایق گشتی،  اسکورت،  یا کشتی نگهبانی استفاده شود. طرح نهایی به او ظاهری شبیه یک قایق بادبانی موتوری یا کشتی مسافربری سریع داد. 
منابع در از Beli Orao ' متفاوت طول کلی، هر دو ۶۰٫۴۵ متر (۱۹۸ فوت ۴ اینچ)  و ۶۵ متر (۲۱۳ فوت ۳ اینچ)  آورده شده‌است. طول او ۶۰٫۰۸ متر (۱۹۷ فوت ۱ اینچ) ,  یک پرتو ۷٫۹۵ متر (۲۶ فوت ۱ اینچ)  یا ۸٫۰۸ متر (۲۶ فوت ۶ اینچ) ,  و پیش نویس ۲٫۸ متر (۹ فوت ۲ اینچ)  یا ۲٫۸۴ متر (۹ فوت ۴ اینچ).  او جابجایی ۵۶۷ تن (۵۵۸ تن بزرگ)،   ۶۶۰ تن (۶۵۰ تن بزرگ) جابجا شد. در بار کامل.   او توسط دو موتور دیزل CRDA-Sulzer که دو پروانه را حرکت می‌دادند، نیرو می‌گرفت.   منابع در قدرت موتورهای او متفاوت است. کشتی‌های جنگی کانوی، ۱۹۲۲–۱۹۴۶، بیان می‌کند که آنها ۱٬۹۰۰ اسب بخار ترمز (۱٬۴۰۰ کیلووات) ,  اما مورخ نیروی دریایی Zvonimir Freivogel خروجی بالاتری از ۲٬۲۰۰ اسب بخار ترمز (۱٬۶۰۰ کیلووات).  موتورها طوری طراحی شده بودند که او را با سرعت ۱۷ گره (۳۱ کیلومتر بر ساعت؛ ۲۰ مایل بر ساعت) و حداکثر سرعت ۱۸٫۵ گره (۳۴٫۳ کیلومتر بر ساعت؛ ۲۱٫۳ مایل بر ساعت).  اندازه خدمه او ناشناخته است.   برای خدمت در زمان جنگ، او باید به دو ۴۰ میلیمتر (۱٫۶ اینچ) اسلحه ضدهوایی،   و دو ۱۵ میلیمتر (۰٫۵۹ اینچ) یا ۷٫۹ میلیمتر (۰٫۳۱ اینچ) مسلسل.  بلی اورائو، نامگذاری شده از عقاب دو سر سفید روی نشان یوگسلاوی،  در ۲۳ دسامبر ۱۹۳۸ بر زمین گذاشته شد، در ۳ ژوئن ۱۹۳۹ پرتاب شد و در ۲۹ اکتبر همان سال، پس از جنگ جهانی تکمیل شد. II شکسته شده بود.   

## سابقه خدمات
زمانی که بلی اورائو تکمیل شد، یوگسلاوی هنوز وارد جنگ نشده بود، اما او بلافاصله برای جایگزینی قایق بادبانی ویلا، که توسط دریاسالاران ارشد برای حمل و نقل و بازبینی تمرینات ناوگان استفاده می‌شد، وارد خدمت شد. این با تهاجم محور آلمان در آوریل ۱۹۴۱ به کشور تغییر کرد.  در زمان تهاجم، بلی اورائو در پایگاه اصلی ناوگان نیروی دریایی در خلیج کوتور قرار داشت.  هنگامی که گل سرسبد ناوگان، رزمناو سبک منسوخ Dalmacija، مأموریت یافت تا در حمله ای علیه منطقه ایتالیایی زارا شرکت کند، کارکنان ناوگان به بلی اورائو منتقل شدند.  پس از ایتالیایی‌ها اسیر کوتور، فرمانده کل قوا از ناوگان، دریادار امیل Domainko، که روی از Beli Orao بود خاموش Krtole لنگر در خلیج، با عمومی ایتالیایی که از نیروهای نظامی شد کوتور به ملاقات احضار شد.  بلی اورائو سپس میزبان مذاکرات بین کارکنان ناوگان و Regia Marina (نیروی دریایی سلطنتی ایتالیا) در مورد تسلیم ناوگان بود.  Domainko به بادبان در از Beli Orao به اجازه داده شد هرتسگ نووی در دهان از خلیج، اما به Kotor بازگشت به تسلیم کشتی. 
او در ابتدا با نام آلبا (سپیده دم) با رجیا مارینا به عنوان قایق توپدار وارد خدمت شد، اگرچه نام او به زودی به Zagabria (نام ایتالیایی زاگرب) تغییر یافت، احتمالاً برای جبران این واقعیت که Yugoslav destroyer Zagreb به جای تسلیم شدن توسط دو تن از افسرانش نابود شده بود. در آن زمان، او یکی از بزرگترین قایق‌های توپدار بود که توسط ایتالیایی‌ها اداره می‌شد. مانند سایر قایق‌های توپدار ایتالیایی، او فقط برای حفاظت از بندر و وظایف اسکورت ساحلی به کار مشغول بود. 
زاگابریا سپس به مدرسه جنگ ضد زیردریایی (ASW) در La Spezia در دریای لیگوریا متصل شد، جایی که او به هیدروفون برای شناسایی زیردریایی‌ها مجهز شد. تا زمان آتش‌بس ایتالیا با متفقین در سپتامبر ۱۹۴۳، از او برای آموزش متخصصان ASW برای خدمت در ناوها، ناوشکن‌ها و قایق‌های اژدر استفاده می‌شد. در زمان آتش‌بس، زاگابریا با کشتی به آگوستا، سیسیل، از تسخیر قریب‌الوقوع آلمان فرار کرد. در ۱۹ سپتامبر، او با GabbianoGabbiano به والتا در مستعمره تاج بریتانیا در مالت رفت. ناوچه‌های فولاگا و گرو، اما مجبور شدند برای تحویل دریاسالار ایتالیایی شاهزاده آیمونه، دوک آئوستا، به تارانتو در جنوب ایتالیا برگردند، زیرا شرایط آتش‌بس به او اجازه نمی‌داد کشور را ترک کند. در ۷ دسامبر همان سال، زاگابریا توسط ایتالیایی‌ها به نیروی دریایی سلطنتی یوگسلاوی در تبعید بازگردانده شد و نام Beli Orao را از سر گرفت.  بلافاصله پس از بازگشت، پیتر دوم، پادشاه یوگسلاوی، که همراه با دولت خود در بریتانیا در تبعید زندگی می‌کرد، در مالت ملاقات کرد. 
پس از نصب مجدد در تارانتو، Beli Orao به عنوان مناقصه برای یک ناوگان قایق‌های توپدار موتوری (MGB) که توسط نیروی دریایی سلطنتی بریتانیا به نیروی دریایی سلطنتی یوگسلاوی در تبعید قرض داده شده بود، استفاده شد. در سال‌های ۱۹۴۴ و ۱۹۴۵، او در مالت مستقر شد، جایی که نیروی دریایی سلطنتی بریتانیا باقی‌مانده «رویالیست‌ها» را از ناوگان پاکسازی کرد و آن پرسنل را با خدمه قابل اعتماد سیاسی وفادار به پارتیزان‌های یوگسلاوی به رهبری حزب کمونیست یوگسلاوی جایگزین کرد.   ناوگروه سپس در لیورنو در سواحل غربی ایتالیا مستقر بود، در حالی که در دریای تیرنین فعالیت می‌کرد.  این ناوگان عملیاتی را در اواخر جنگ در دریای آدریاتیک، تحت فرماندهی کنستانتین جرمیچ،  در آنکونا در سواحل شرقی ایتالیا از ۱ آوریل ۱۹۴۵ انجام داد. در اواسط آوریل، چهار MGB از ناوگان از تصرف جزیره رب توسط نیروهای پارتیزانی حمایت کردند، اما بی‌اعتمادی بین نیروی دریایی پارتیزان بومی و بقایای نیروی دریایی سلطنتی یوگسلاوی در تبعید باقی ماند، و حتی بریتانیا ظاهراً محدودیت‌ها را محدود کرد. اطلاعاتی را که با ناوگان به اشتراک خواهند گذاشت.  بلی اورائو تا پایان جنگ به خدمت ادامه داد.  در دوران کمونیستی پس از جنگ، مورخان یوگسلاوی عملیات ناوگان را مورد انتقاد قرار دادند یا نادیده گرفتند و تحقیقات تاریخی کمی در مورد این موضوع انجام شده‌است. 
پس از جنگ او به Biokovo تغییر نام داد و در سال ۱۹۴۹ به Jadranka تغییر نام داد و به عنوان یک قایق تفریحی مسلح در نیروی دریایی یوگسلاوی و همچنین به عنوان یک قایق تفریحی ریاست جمهوری برای رئیس‌جمهور یوگسلاوی، Josip Broz Tito خدمت می‌کرد. در سال ۱۹۶۹ او به عنوان یک قایق اعزام خدمت می‌کرد،  و در سال ۱۹۷۶ یا ۱۹۷۷ از فهرست نیروی دریایی حذف شد، پس از آن جادرانکا جدید به عنوان قایق تفریحی ریاست جمهوری ساخته شد.  در سال ۱۹۷۸، Jadranka اصلی هنوز به عنوان یک قایق تفریحی در خدمت بود،  اما بلافاصله پس از آن از بین رفت. زنگ کشتی او، چرخ و نشان یوگسلاوی که او در طول خدمت خود حمل می‌کرد در موزه دریایی کرواسی در اسپلیت نگهداری می‌شود. 